# Nejlepší nahrávač Deutsche Eishockey Liga
Nejlepší nahrávač je každoročně udělované ocenění pro hráče, jenž přihraje na vstřelenou branku v základní části sezóny Deutsche Eishockey Liga.

## Přehled vítězů
Toto je seznam nejlepších nahrávačů v jednotlivých ročnících (od sezóny 1994/1995) Deutsche Eishockey Liga. Jsou započteny pouze asistence v základní části soutěže.
- Nejvíce asistencí bylo v sezóně 1995/96 a 2004/05. Rekord soutěže vytvořil ve druhé sezoně kanadský útočník John Chabot, který nastřádal 65 asistencí za 50 odehraných zápasů. V sezoně 2004/05 vyrovnal rekord taktéž kanadský útočník Patrick Lebeau, který ale odehrál o dva zápasy více.

| Hráč           | Počet | Rok                     | Klub                           |
| -------------- | ----- | ----------------------- | ------------------------------ |
| John Chabot    | 4x    | 1995, 1996, 1998 a 1999 | BSC Preussen a Frankfurt Lions |
| Robert Hock    | 2x    | 2008 a 2009             | Iserlohn Roosters              |
| Dave McLlwain  | 2x    | 2006 a 2007             | Nürnberg Ice Tigers            |
| Patrick Lebeau | 2x    | 2004 a 2005             | Frankfurt Lions                |
| Len Soccio     | 2x    | 1998 a 2002             | Hannover Scorpions             |

| Sezóna                      | Vítěz                  | Klub                               | Celkem       |
| --------------------------- | ---------------------- | ---------------------------------- | ------------ |
| 1994/1995                   | John Chabot            | BSC Preussen                       | 48 asistencí |
| 1995/1996                   | John Chabot            | BSC Preussen                       | 65 asistencí |
| 1996/1997                   | Mike Bullard           | EV Landshut                        | 51 asistencí |
| 1997/1998                   | Len Soccio John Chabot | Hannover Scorpions Frankfurt Lions | 46 asistencí |
| 1998/1999                   | John Chabot            | Frankfurt Lions                    | 52 asistencí |
| 1999/2000                   | Peter Larsson          | Augsburger Panther                 | 51 asistencí |
| 2000/2001                   | Sergej Vostrikov       | Augsburger Panther                 | 46 asistencí |
| 2001/2002                   | Len Soccio             | Hannover Scorpions                 | 45 asistencí |
| 2002/2003                   | Brad Purdie            | Krefeld Pinguine                   | 41 asistencí |
| 2003/2004                   | Patrick Lebeau         | Frankfurt Lions                    | 46 asistencí |
| 2004/2005                   | Patrick Lebeau         | Frankfurt Lions                    | 65 asistencí |
| 2005/2006                   | Dave McLlwain          | Kölner Haie                        | 50 asistencí |
| 2006/2007                   | Dave McLlwain          | Kölner Haie                        | 41 asistencí |
| 2007/2008                   | Robert Hock            | Iserlohn Roosters                  | 63 asistencí |
| 2008/2009                   | Robert Hock            | Iserlohn Roosters                  | 49 asistencí |
| 2009/2010                   | Tore Vikingstad        | Hannover Scorpions                 | 50 asistencí |
| 2010/2011                   | Darin Olver            | Augsburger Panther                 | 47 asistencí |
| 2011/2012                   | Norm Milley            | Grizzly Adams Wolfsburg            | 44 asistencí |
| 2012/2013                   | Andreas Holmqvist      | Kölner Haie                        | 39 asistencí |
| 2013/2014                   | Adam Courchaine        | Krefeld Pinguine                   | 45 asistencí |
| 2014/2015                   | Steven Reinprecht      | Nürnberg Ice Tigers                | 46 asistencí |
| 2015/2016                   | Will Acton             | Schwenninger Wild Wings            | 39 asistencí |
| 2016/2017                   | Mike Connolly          | Straubing Tigers                   | 39 asistencí |
| 2017/2018                   | Keith Aucoin           | EHC Red Bull München               | 53 asistencí |
| 2018/2019                   |                        |                                    |              |
| 2019/2020                   |                        |                                    |              |
| Zdroj na eliteprospects.com |                        |                                    |              |